# Sante Ceccherini
Sante Lorenzo Minotti Ceccherini (Incisa in Val d'Arno, 15 de noviembre de 1863-Marina di Pisa, 9 de agosto de 1932) fue un deportista italiano que compitió en esgrima, especialista en la modalidad de sable. Participó en los Juegos Olímpicos de Londres 1908, obteniendo una medalla de plata en la prueba por equipos.

## Palmarés internacional
| Juegos Olímpicos | Juegos Olímpicos      | Juegos Olímpicos | Juegos Olímpicos  |
| Año              | Lugar                 | Medalla          | Prueba            |
| ---------------- | --------------------- | ---------------- | ----------------- |
| 1908             | Londres (Reino Unido) | Medalla de plata | Sable por equipos |